# Nevěsta z Pluta
Nevěsta z Pluta (v anglickém originále A Bride from Pluto) je jednoaktová komorní opera pro děti s prvky science fiction italsko-amerického skladatele Giana Carla Menottiho na vlastní libreto z roku 1982.

## Vznik, charakteristika a historie opery
Operu u skladatele objednalo John F. Kennedy Center for the Performing Arts na náklady senátora Edwarda Kennedyho a jeho sestry Jean Kennedyové Smithové. Ve washingtonském Kennedy Center ji poprvé provedl soubor Terrence Theater dne 14. dubna 1982. Příležitostí byl šestý ročník „Imagination Celebration“, festivalu umění pro děti, a desáté výročí otevření Kennedy Center.
Podle skladatele je hlavní hrdina opera „reptal“; inspirací mu prý byl jeho adoptivní syn Francis zvaný „Chip“ (Phelan): „Mám adoptivního syna, který si vždycky stěžuje na to, co má, a vždycky by chtěl něco lepšího. Můj syn se v této opeře hned poznal.“
Kritiky první inscenace byly příznivé ve vztahu k představitelům a zejména scénografii (Opera News: „Slečna Hinchmanová a její plutonské dvořanstvo, včetně prvního robota v opeře, dovádělo s pozemšťany v chytrých kulisách Zacka Browna, v interiéru venkovského domu ve stylu americké gotiky, který se občas prolíná s vesmírnou lodí, jež potěšila každého.“) Samotné dílo však nebylo přijato tak jednoznačně: někteří kritikové je chválili („Jisté je, že nemusíte být dítětem, abyste ocenili Menottiho poslední opus pro děti.“), jiní si cenili libreta, ale měli výhrady k hudbě („Partitura, charakteristický Menotti a opepřená elektronickými zvukovými efekty, je poněkud zklamáním. Alespoň však neruší příběh.“), další se pak domnívali, že „Menottiho mnohomluvný text a hubená partitura … nemohou utkvět v paměti“.
Představení trvá asi 38 minut.
Opera byla uvedena mj. v německém Magdeburgu (premiéra 18. listopadu 2007).

## Osoby a první obsazení
| Osoba                  | Hlasový obor  | Premiéra (14.4.1982)) |
| ---------------------- | ------------- | --------------------- |
| Billy                  | baryton       | Nicholas Karousatos   |
| Billyho otec           | bas           | Robert Keefe          |
| Billyho matka          | mezzosoprán   | Dana Krueger          |
| Rosie, Billyho děvče   | soprán        | Camille Rosso         |
| Královna Pluta         | soprán        | Pamela Hinchman       |
| Pluťané (taneční sbor) |               |                       |
| Dirigent:              | Dirigent:     | Lorenzo Ricci Muti    |
| Režie:                 | Režie:        | Gian Carlo Menotti    |
| Výprava:               | Výprava:      | Zack Brown            |
| Choreografie:          | Choreografie: | Helen Anne Barclay    |

## Instrumentace
Flétna (pikola), hoboj, fagot, lesní roh, trubka, tympány, bicí souprava, klavír, syntetizátor, dvoje housle, viola, violoncello, kontrabas.

## Děj opery
Billy, rozmazlený syn krejčího, by chtěl mnohem vice, než si mohou jeho rodiče dovolit. Práce v otcovské dílně ho nebaví, i jeho děvče Rosie, kterou zná od dětství, už ho nudí, a přitom se cítí být vyvolen k něčemu lepšímu – mohl by být filmovou hvězdou nebo dokonce králem. Když jej otec kárá a po hádce i vyhodí z domu, nalezne Billy na dvorku záhadný objekt – vesmírnou loď z Pluta. Z ní vystupuje královna Pluta, která prolétala celou galaxii hledajíc manžela a její volba padla na Billyho. Slibuje mu, že bude mít, čehokoli se mu zachce, ale pod jednou podmínkou: že královna nahradí jeho srdce a duši elektronickým přístrojem, který mladíka učiní nesmrtelný. Billy je královnou i jejími sliby okouzlen, nakonec však nabídku přece jen odmítne a vrátí se ke své dívce Rosie.